# Премия Рюноскэ Акутагавы
Премия Рюноскэ Акутагавы (яп. 芥川龍之介賞 Акутагава Рю:носукэ сё:) — самая престижная из литературных премий Японии, присуждаемых дебютантам. Была учреждена по инициативе Кана Кикути в 1935 году издательством «Бунгэй сюндзю» в память о писателе Рюноскэ Акутагаве. Премии Акутагавы, в отличие от одновременно с ней созданной премии Сандзюго Наоки, удостаиваются лишь произведения дзюнбунгаку.

## Назначение и история
Премия имеет значимый общественный резонанс и существенно расширяет читательскую аудиторию сочинений до этого неизвестных авторов. Основная идея премии — поощрение начинающих писателей, чьи сочинения были опубликованы в литературных журналах или газетах в отчётное полугодие. В связи с этим, награждённые произведения необязательно являются выдающимися работами сами по себе: вопреки распространённому мнению, премия Акутагавы не является главной литературной премией Японии. Тем не менее впоследствии многие лауреаты премии Акутагавы, такие как Кобо Абэ, Кэндзабуро Оэ, Кэндзи Накагами и многие другие, став зрелыми мастерами, обрели статус классиков современной японской и мировой литературы.
Премия присуждается дважды в год: в январе и июле. Исключением стал отрезок времени с 1945 по 1948 годы, когда премия не присуждалась из-за социально-политического кризиса, вызванного поражением Японии во Второй мировой войне. Победитель получает памятные часы и один миллион иен от «Ассоциации по содействию японской литературе». Сочинения, выбранные в качестве лучших, затем публикуются издательством «Бунгэй сюндзю». В большинстве случаев премии удостаиваются сочинения малой и средней формы.

## Жюри
Выдвижение сочинений на соискание премии, а также решение о выборе победителя осуществляется специальной комиссией, в состав которой входят, главным образом, японские писатели, многие из которых — сами лауреаты премии Акутагавы. В случае, если жюри не приходит к более или менее единому мнению, либо, когда не найдено достойных претендентов, премия не присуждается. Существуют случаи, когда премия присуждалась двум авторам одновременно. Состав жюри является достаточно стабильным и меняется постепенно (как правило, по желанию самих членов, которые по каким-либо причинам отказываются от дальнейшего участия).
Состав жюри на 2023 год:
- Эйми Ямада (с 2003 года)
- Хироми Каваками (с 2007 года)
- Ёко Огава (с 2007 года)
- Масахико Симада (с 2010 года)
- Хикару Окуидзуми (с 2012 года)
- Сюити Ёсида (с 2016 года)
- Хисаки Мацуура (с 2019 года)
- Кэйитиро Хирано (с 2020 года)
- Миэко Каваками (с 2024 года)

## Лауреаты

### 1935—1944
- 1935:
  - 1935а: Тацудзо Исикава — «Люд» (蒼氓)
  - 1935б: премия не присуждалась из-за Путча молодых офицеров
- 1936:
  - 1936а: Такэо Ода — «За стенами замка» (城外) и Томоя Цурута — «Хроника Косиямаин» (コシヤマイン記)
  - 1936б: Дзюн Исикава — «Бодхисаттва Фугэн» (普賢) и Уио Томидзава — «Средиземное море» (地中海)
- 1937:
  - 1937а: Кадзуо Одзаки — «Розовые очки» (暢気眼鏡)
  - 1937б: Асихэй Хино — «Элегия о кале и моче» (糞尿譚)
- 1938:
  - 1938а: Гисю Накаяма — «Большая хризантема» (厚物咲)
  - 1938б: Цунэко Накадзато — «Дилижанс» (乗合馬車)
- 1939:
  - 1939а: Ёсиюки Ханда — «Петушиный бунт» (鶏騒動) и Кэн Хасэ — «Ребёнок из Асакуса» (あさくさの子供)
  - 1939б: Котаро Самукава — «Браконьер» (密獵者)
- 1940:
  - 1940а: Таку Такаги — «Песня и щит ворот» (歌と門の盾). Автор от премии отказался.
  - 1940б: Цунэхиса Сакурада — «Хирага Гэнъай» (平賀源内)
- 1941:
  - 1941а: Юкэй Тада — «Дельта Янцзы» (長江デルタ)
  - 1941б: Ёсико Сибаки — «Базар» (青果の市)
- 1942:
  - 1942а: премия не присуждалась
  - 1942б: Тосио Курамицу — «Связной» (連絡員)
- 1943:
  - 1943а: Кикудзо Исидзука — «Когда бинтовали ноги» (纏足の頃)
  - 1943б: Каору Тонобэ — «Японская бумага» (和紙)
- 1944:
  - 1944а: Ёсинори Яги — «Лю Гуанфу» (劉廣福) и Дзюдзо Оно — «Восхождение» (登攀)
  - 1944б: Мотоёси Симидзу — «Дикие гуси» (雁立)

### 1949—1959
- 1949:
  - 1949а: Цуёси Котани — «Явное доказательство» (確証) и Юко Сигэко — «Разговор по-настоящему» (本の話)
  - 1949б: Ясуси Иноуэ — «Бой быков» (闘牛)[a]
- 1950:
  - 1950а: Рёити Цудзи — «Чужеземец» (異邦人)
  - 1950б: премия не присуждалась
- 1951:
  - 1951а: Тосимицу Исикава — «Весенняя трава» (春の草) и Кобо Абэ — «Стена. Преступление S. Кармы» (壁　S・カルマ氏の犯罪)[b]
  - 1951б: Хотта Ёсиэ — «Одиночество площади» (広場の孤独) и «Утрата родины» (漢奸)
- 1952:
  - 1952а: премия не присуждалась
  - 1952б: Косукэ Гоми — «Оцепенение» (喪神) и Сэйтё Мацумото — «Дневник Окура» (或る「小倉日記」伝)
- 1953:
  - 1953а: Сётаро Ясуока — «Дурная компания» и «Мрачное развлечение» (悪い仲間・陰気な愉しみ)[c]
  - 1953б: премия не присуждалась
- 1954:
  - 1954а: Дзюнноскэ Ёсиюки — «Ливень» (驟雨)
  - 1954б: Нобуо Кодзима — «Американская школа» (アメリカン・スクール) и Дзюндзо Сёно — «Пейзаж у бассейна» (プールサイド小景)
- 1955:
  - 1955а: Сюсаку Эндо — «Белый человек» (白い人)
  - 1955б: Синтаро Исихара — «Время солнца» (太陽の季節)
- 1956:
  - 1956а: Кэйтаро Кондо — «Рыбацкая лодка» (海人舟)
  - 1956б: премия не присуждалась
- 1957:
  - 1957а: Итару Кикимура — «Остров Иодзима» (硫黄島)
  - 1957б: Такэси Кайко — «Голый король» (裸の王様)[d]
- 1958:
  - 1958а: Кэндзабуро Оэ — «Содержание скотины» (飼育)[e]
  - 1958б: премия не присуждалась
- 1959:
  - 1959а: Сиро Сиба — «Пагода в горах» (山塔)
  - 1959б: премия не присуждалась

### 1960—1969
- 1960:
  - 1960а: Морио Кита — «В ночной мгле» (夜と霧の隅で)
  - 1960б: Тэцуо Миура — «Река Терпения» (忍ぶ川)[f]
- 1961:
  - 1961а: премия не присуждалась
  - 1961б: Коитиро Уно — «Бог Китов» (鯨神)[g]
- 1962:
  - 1962а: Акира Кавамура — «Начало трогательной истории» (美談の出発)
  - 1962б: премия не присуждалась
- 1963:
  - 1963а: Киити Гото — «Детский мост» (少年の橋) и Таэко Коно — «Краб» (蟹)
  - 1963б: Сэйко Танабэ — «Сентиментальное путешествие» (感傷旅行)
- 1964:
  - 1964а: Сё Сиба — «И всё же в эти дни мы…» (されどわれらが日々──)
  - 1964б: премия не присуждалась
- 1965:
  - 1965а: Сэцуко Цумура — «Игрушка» (玩具)
  - 1965б: Юити Такаи — «Северная река» (北の河)
- 1966:
  - 1966а: премия не присуждалась
  - 1966б: Кэндзи Маруяма — «Течение лета» (夏の流れ)[h]
- 1967:
  - 1967а: Тацухиро Осиро — «Приглашение на коктейль» (カクテル・パーティー)[i]
  - 1967б: Хёдзо Касивабара — «Возвращение домой Токуямы Митисукэ» (徳山道助の帰郷)
- 1968:
  - 1968а: Сайити Маруя — «Остаток года» (年の残り) и Минако Оба — «Три краба» (三匹の蟹)[j]
  - 1968б: премия не присуждалась
- 1969:
  - 1969а: Каору Сёдзи — «Береги себя, Красная шапочка!» (赤頭巾ちゃん気をつけて) и Хидэо Такубо — «Глубокая река» (深い河)
  - 1969б: Такаюки Киёока — «Акации в Даляне» (アカシヤの大連)

### 1970—1979
- 1970:
  - 1970а: Томоко Ёсида — «Неведение» (無明長夜) и Комао Фуруяма — «Рассвет на 8-м тюремном дворе» (プレオー8の夜明け)
  - 1970б: Ёсикити Фуруи — «Ёко» (杳子)
- 1971:
  - 1971а: премия не присуждалась
  - 1971б: Кайсэй Ри — «Прачка» (砧をうつ女) и Минэо Хигаси — «Окинавский мальчик» (オキナワの少年)
- 1972:
  - 1972а: Хироси Хатаяма — «Когда раздастся гудок» (いつか汽笛を鳴らして) и Акио Мияхара — «Кто-то прикоснулся» (誰かが触った)
  - 1972б: Митико Ямамото — «Сад Бэтти» (ベティさんの庭) и Сидзуко Го — «Реквием» (れくいえむ)[k]
- 1973:
  - 1973а: Таку Мики — «Чиж» (鶸)
  - 1973б: Ацуси Мори — «Лунная гора» (月山) и Кунинобу Норо — «Соломенные мечи» (草のつるぎ)[l]
- 1974:
  - 1974а: премия не присуждалась
  - 1974б: Кэйдзо Хино — «На закате» (あの夕陽) и Хиро Саката — «Земляной сосуд» (土の器)

- 1975:
  - 1975а: Кёко Хаяси — «Место поминовения» (祭りの場)
  - 1975б: Кэндзи Накагами — «Мыс» (岬) и Кадзуо Окамацу — «Остров Сиканосима» (志賀島)
- 1976:
  - 1976а: Рю Мураками — «Все оттенки голубого» (限りなく透明に近いブルー)[m]
  - 1976б: премия не присуждалась
- 1977:
  - 1977а: Масахиро Мита — «Кто я?» (僕って何) и Масуо Икэда — «Приношение Эгейскому морю» (エーゲ海に捧ぐ)
  - 1977б: Тэру Миямото — «Река светлячков» (螢川) и Сюдзо Таки — «Праздник торрейи» (榧の木祭り)
- 1978:
  - 1978а: Киитиро Такахаси — «Нобуё» (伸予) и Митицуна Такахаси — «Сентябрьское небо» (九月の空)
  - 1978б: премия не присуждалась
- 1979:
  - 1979а: Ёсико Сигэканэ — «Дым в ущелье» (やまあいの煙) и Со Аоно — «Ночь дураков» (愚者の夜)
  - 1979б: Рэйко Мори — «Город пересмешников» (モッキングバードのいる町)

### 1980—1989
- 1980:
  - 1980а: премия не присуждалась
  - 1980б: Кацухико Оцудзи — «Пропал отец» (父が消えた)
- 1981:
  - 1981а: Риэ Ёсиюки — «Маленькая дама» (小さな貴婦人)
  - 1981б: премия не присуждалась
- 1982:
  - 1982а: премия не присуждалась
  - 1982б: Юкико Ката — «Стена во сне» (夢の壁) и Дзюро Кара — «Письмо от Сакавы» (佐川君からの手紙)
- 1983:
  - 1983а: премия не присуждалась
  - 1983б: Дзюн Касахара — «Мокудзи» (杢二) и Нобуко Такаги — «Другу, в котором есть свет!» (光抱く友よ)
- 1984:
  - 1984а: премия не присуждалась
  - 1984б: Сатоко Кидзаки — «Фирмиана» (青桐)
- 1985:
  - 1985а: премия не присуждалась
  - 1985б: Фумико Комэтани — «Еврейская пасха» (過越しの祭)
- 1986:
  - 1986а: премия не присуждалась
  - 1986б: премия не присуждалась
- 1987:
  - 1987а: Киёко Мурата — «В котле» (鍋の中)
  - 1987б: Нацуки Икэдзава — «Натюрморт» (スティル・ライフ) и Киёхиро Миура — «Уход из дома старшего сына» (長男の出家)
- 1988:
  - 1988а: Ман Араи — «Время пропавшего без вести» (尋ね人の時間)
  - 1988б: Кэйси Наги — «Алмазная пыль» (ダイヤモンドダスト) и Ли Янчжи — «Юхи» (由煕)
- 1989:
  - 1989а: премия не присуждалась
  - 1989б: Акира Оока — «Жизнь на поверхности» (表層生活) и Миэко Такидзава — «В прикарманенном городке» (ネコババのいる町で)

### 1990—1999
- 1990:
  - 1990а: Нобору Цудзихара — «Название деревни» (村の名前)
  - 1990б: Ёко Огава — «Календарь беременности» (妊娠カレンダー)
- 1991:
  - 1991а: Ё Хэмми — «Будильник» (自動起床装) и Анна Огино — «Водяной мешок» (背負い水)[n]
  - 1991б: Эйко Мацуура — «Абадон» (至高聖所アバトーン)
- 1992:
  - 1992а: Томоми Фудзивара — «Водитель» (運転士)
  - 1992б: Ёко Тавада — «Собачья невеста» (犬婿入り)[o]
- 1993:
  - 1993а: Харухико Ёсимэки — «Пустырь» (寂寥郊野)
  - 1993б: Хикару Окуидзуми — «История камня» (石の来歴)[p]
- 1994:
  - 1994а: Мицухиро Мурои — «Танцующая кукла» (おどるでく) и Ёрико Сёно — «Комбинат искривлённого времени» (タイムスリップ・コンビナート)
  - 1994б: премия не присуждалась
- 1995:
  - 1995а: Кадзуси Хосака — «Порог этого человека» (この人の閾)
  - 1995б: Эйки Матаёси — «Возмездие свиньи» (豚の報い)
- 1996:
  - 1996а: Хироми Каваками — «Наступить на змею» (蛇を踏む)
  - 1996б: Хитонари Цудзи — «Свет в проливе» (海峡の光) и Ю Мири — «Семейный кинематограф» (家族シネマ)
- 1997:
  - 1997а: Сюн Мэдорума — «Капли воды» (水滴)[q]
  - 1997б: премия не присуждалась
- 1998:
  - 1998а: Мангэцу Ханамура — «Ночное радио» (ゲルマニウムの夜)
  - 1998б: Сю Фудзисава — «Полночь в Буэнос-Айресе» (ブエノスアイレス午前零時)[r] и Кэйитиро Хирано — «Солнечное затмение» (日蝕)
- 1999:
  - 1999а: премия не присуждалась
  - 1999б: Гэцу Гэн — «Домик в тени» (蔭の棲みか) и Тия Фудзино — «Летнее обещание» (夏の約束)

### 2000—2009
- 2000:
  - 2000а: Ко Матида — «Обрывки» (きれぎれ) и Хисаки Мацуура — «Глумление над цветами» (花腐し)
  - 2000б: Юити Сэйрай — «Святая вода» (聖水) и Тосиюки Хориэ — «Медвежья мостовая» (熊の敷石)
- 2001:
  - 2001а: Сокю Гэнъю — «Цветы на грани миров» (中陰の花)[s]
  - 2001б: Ю Нагасима — «Сверхскоростная мать» (猛スピードで母は)
- 2002:
  - 2002а: Сюити Ёсида — «Жизнь в парке» (パーク・ライフ)
  - 2002б: Дайдо Тамаки — «Дорога, пахнущая солью» (しょっぱいドライブ)
- 2003:
  - 2003а: Манъити Ёсимура — «Волосатик» (ハリガネムシ)
  - 2003б: Хитоми Канэхара — «Змеиные серёжки» (蛇にピアス) и Риса Ватая — «Зад, который хочется пнуть» (蹴りたい背中)
- 2004:
  - 2004а: Норио Мобу — «Основы ухода за больными» (介護入門)
  - 2004б: Кадзусигэ Абэ — «Торжественное завершение» (グランド・フィナーレ)
- 2005:
  - 2005а: Фуминори Накамура — «Ребёнок в земле» (土の中の子供)
  - 2005б: Акико Итояма — «Ждать в открытом море» (沖で待つ)
- 2006:
  - 2006а: Таками Ито — «Бросить на дороге в августе» (八月の路上に捨てる)
  - 2006б: Нанаэ Аояма — «В одиночестве» (ひとり日和)
- 2007:
  - 2007а: Тэцуси Сува — «Человек из послезавтра» (アサッテの人)
  - 2007б: Миэко Каваками — «Грудь и яйца» (乳と卵)
- 2008:
  - 2008а: Ян И — «Утро, когда расплывается время» (時が滲む朝)
  - 2008б: Кикуко Цумура — «Судно из золотистого сциндапсуса» (ポトスライムの舟)
- 2009:
  - 2009а: Кэнъитиро Исодзаки — «Зимнее жилище» (終の住処)
  - 2009б: премия не присуждалась

### 2010—2019
- 2010:
  - 2010а: Акико Акадзомэ — «Девичий донос» (乙女の密告)
  - 2010б: Марико Асабуки — «Кико и Товако» (きことわ) и Кэнта Нисимура — «Каторжный поезд» (苦役列車)
- 2011:
  - 2011а: премия не присуждалась
  - 2011б: То Эндзё — «Бабочка клоуна» (道化師の蝶) и Синъя Танака — «Каннибализм» (共喰い)
- 2012:
  - 2012а: Маки Касимада — «Вокруг того света» (冥土めぐり)
  - 2012б: Нацуко Курода — «а-б-три-пять» (abさんご)
- 2013:
  - 2013а: Каори Фудзино — «Ноготь и глаз» (爪と目)
  - 2013б: Хироко Оямада — «Дыра» (穴)
- 2014:
  - 2014а: Томока Сибасаки — «Весенний сад» (春の庭」)
  - 2014б: Масацугу Оно — «Молитва девятилетней давности» (九年前の祈り)
- 2015:
  - 2015а: Кэйсукэ Хада — «Scrap and build» (スクラップ・アンド・ビルド), Матаёси Наоки — «Искра» (火花)
  - 2015б: Юсё Такигути — «Неумирающие» (死んでいない者) и Мотоя Юкико — «Сказ о свадьбах разного сорта» (異類婚姻譚)
- 2016:
  - 2016а: Саяка Мурата — «Человек-комбини» (コンビニ人間) [t]
  - 2016б: Ямасита Сумито — «Новый мир» (しんせかい)
- 2017:
  - 2017а: Нумата Синсукэ[англ.] — «Обратная сторона тени» (影裏)
  - 2017б: Тисако Вакатакэ[англ.] — «Live By Myself» (おらおらでひとりいぐも) и Юка Исии[англ.] — «100 Years Mud» (百年泥)
- 2018:
  - 2018а: Хироки Такахаси[яп.] — «Церемониальный огонь» (送り火)
  - 2018б: Такахиро Уэда — «Нимрод[яп.]» (ニムロッド) и Рёхей Матия[англ.] — «1 раунд 1 минута 34 секунды» (1R1分34秒)
- 2019:
  - 2019а: Нацуко Имамура[англ.] — «Женщина в фиолетовой юбке» (むらさきのスカートの女)
  - 2019б: премия не присуждалась

### С 2020 года
- 2020:
  - 2020а: Харука Тоно и Ханэко Такаяма
  - 2020б: Рин Усами
- 2021:
  - 2021а: Ли Котоми и Май Исидзава
  - 2021б: Бундзи Сунакава
- 2022:
  - 2022а: Дзюнко Такасэ
  - 2022б: Ико Идогава и Ацуси Сато

## Русский перевод
1. ↑  Рус. пер.: Иноуэ Я. Бой быков. Пер. с яп. Б. Раскина // Сны о России: Роман и рассказы. — М.: Наука, 1987. — С. 294—342.
2. ↑  Рус. пер.: Абэ Кобо. Стена. Преступление S. Кармы. Пер. с яп. В. Гривнина // Кобо Абэ. Собрание сочинений. Том 4. — СПб.: Симпозиум, 1998. — С. 7—204.
3. ↑  Рус. пер.: Ясуока Сётаро. Дурная компания. Пер. с яп. В. Гривнина // Хрустальный башмачок: Повесть и рассказы. — М.: Художественная литература, 1980. — С. 97—118.
4. ↑  Рус. пер.: Кайко Такэси. Голый король. Пер. с яп. З. Рахима под ред. В. Митиной // Японская новелла 1945—1978. — М.: Художественная литература, 1980. — С. 227—284.
5. ↑  Рус. пер.: Оэ Кэндзабуро. Содержание скотины. Пер. с яп. В. Смирнова // Японская новелла 1945—1978. — М.: Художественная литература, 1980. — С. 285—325.
6. ↑  Рус. пер.: Миура Тэцуо. Река Терпения. Пер. с яп. Т. Григорьевой // Японская новелла 1945—1978. — М.: Художественная литература, 1980. — С. 361—387.
7. ↑  Рус. пер.: Уно Коитиро. Бог Китов. Пер. с яп. Т. Григорьевой // Японская новелла 1960—1970. — М.: Прогресс, 1972. — С. 377—412.
8. ↑  Рус. пер.: Маруяма Кэндзи. Течение лета. Пер. с яп. Г. Чхартишвили // Сердцебиение: Повести и рассказы. — М.: Иностранка, 2005. — С. 5—78. — ISBN 5-94145-270-5.
9. ↑  Рус. пер.: Осиро Тацухиро. Приглашение на коктейль. Пер. с яп. Л. Левина // Японская новелла 1960—1970. — М.: Прогресс, 1972. — С. 265—277.
10. ↑  Рус. пер.: Оба Минако. «Три краба». Пер. с яп. З. Рахима // Японская новелла 1960—1970. — М.: Прогресс, 1972. — С. 206—237.
11. ↑  Рус. пер.: Го Сидзуко. Реквием. Пер. с яп. Б. Раскина // Современная японская повесть. — М.: Прогресс, 1980. — С. 173—248.
12. ↑  Рус. пер.: Норо Кунинобу. Соломенные мечи. Пер. с яп. Г. Ронской // Современная японская повесть. — М.: Прогресс, 1980. — С. 337—402.
13. ↑  Рус. пер.: Мураками Р. Все оттенки голубого. Пер. с яп. А. Кабанова // 69; Все оттенки голубого. — СПб.: Амфора, 2003. — С. 5—78. — ISBN 5-94278-481-7.
14. ↑  Рус. пер.: Огино Анна. Водяной мешок. Пер. с яп. Г. Чхартишвили // Она. Новая японская проза. — М.: Иностранка, 2003. — С. 63—142. — ISBN 5-94145-164-4.
15. ↑  Рус. пер.: Тавада Ёко. Собачья невеста. Пер. с яп. Г. Чхартишвили // Она. Новая японская проза. — М.: Иностранка, 2003. — С. 261—308. — ISBN 5-94145-164-4.
16. ↑  Рус. пер.: Окуидзуми Хикару. История камня. Пер. с яп. М. Протасова // Теория катастроф. Современная японская проза. — М.: Иностранка, 2003. — С. 1—102. — ISBN 5-94145-167-9.
17. ↑  Рус. пер.: Мэдорума Сюн. Капли воды. Пер. с яп. Т. Соколовой-Делюсиной // Он. Современная японская проза. — М.: Иностранка, 2003. — С. 367—418. — ISBN 5-94145-163-6.
18. ↑  Рус. пер.: Фудзисава С. Полночь в Буэнос-Айресе. Пер. с яп. Е. Дьяконовой // Satôri. — М.: Эксмо, СПб.: Изд-во Домино, 2004. — С. 208. — ISBN 5-699-04896-0.
19. ↑  Рус. пер.: Гэнъю Сокю. Цветы на грани миров. Пер. с яп. М. Торопыгиной // Теория катастроф. Современная японская проза. — М.: Иностранка, 2003. — С. 217—310. — ISBN 5-94145-167-9.
20. ↑  Рус. пер.: Саяка Мурата. Человек-комбини. Пер. с яп. Д. Коваленина. — М.: Popcorn Books, 2020. — ISBN 978-5-6044580-0-6.